# Conventions d'indemnisation automobile
Les conventions d'indemnisation automobile ont été mises en place par les sociétés d'assurance en France pour simplifier les procédures de règlement et donc de raccourcir les délais de traitement des dossiers lors d’accidents de la circulation.
Le 1er mai 1968, la convention d'indemnisation directe des assurés (IDA) est mise en place afin de simplifier les procédures de recours entre compagnies d'assurance. Cette convention vise à faciliter la gestion d'environ 80 % des sinistres.
En 1974, elle devient la Convention inter sociétés de règlement des sinistres automobile (IRSA).
Le 1er octobre 1977 entre en vigueur l'application de la convention d'indemnisation des accidents corporels (IDAC) dans le but d'améliorer le délai de traitement des sinistres corporels.
Le 1er janvier 1986, la convention d'indemnisation pour le compte d'autrui (ICA) est mise en place. Elle est remplacée le 1er avril 2002 par la convention d'indemnisation et de recours corporel automobile (IRCA). Elle traite notamment de certains carambolages.